# Svetlana Aleksandrovna Lun'kina
Svetlana Aleksandrovna Lun'kina (in russo Светла́на Алекса́ндровна Лу́нькина?; Mosca, 29 luglio 1979) è una danzatrice russa, prima ballerina del Balletto Bol'šoj dal 2005 al 2014 e del National Ballet of Canada dal 2014.

## Biografia
Svetlana Aleksandrovna Lun'kina ha studiato all'Accademia statale di coreografia di Mosca e dopo aver conseguito il diploma nel 1997 è stata immediatamente scritturata dal Balletto Bol'šoj.
Nel corso della sua prima stagione ha danzato il ruolo dell'eponima protagonista in Giselle, diventando così la più giovane Giselle nella storia del prestigioso teatro moscovita. Nel 1999 è stata promossa al rango di solista, mentre nel 2005 è stata proclamata prima ballerina della compagnia. Due anni più tardi ha vinto il Prix Benois de la Danse. Nell'agosto 2013 ha cominciato a danzare con il National Ballet of Canada in qualità di prima ballerina ospite e l'anno successivo si è unita ufficialmente alla compagnia canadese.
Nel corso della sua carriera ha danzato in molti dei grandi ruoli femminili del repertorio classico, neo-classico e contemporaneo. Particolarmente apprezzata da Roland Petit, ha danzato i ruoli di Liza ed Esmeralda in occasione delle prime moscovite de La Dame de Pique e Notre-Dame de Paris. Inoltre ha danzato nel ruolo di Lise ne La Fille mal gardée di Frederick Ashton, la Fata Confetto ne Lo schiaccianoci, Kitri nel Don Chisciotte, Odette e Odile ne Il lago dei cigni, Nikiya ne La Bayadère, Aurora ne La bella addormentata, Medora ne Le Corsaire, Tatiana nell'Onegin di John Cranko, Frigia in Spartak, Tersicore nell'Apollon Musagete di George Balanchine e le eponime protagoniste di Romeo e Giulietta, Raymonda e La Sylphide.